# Alcira Argumedo
Alcira Susana Argumedo (Rosario, Santa Fe, 7 de mayo de 1940-Buenos Aires, 2 de mayo de 2021) fue una socióloga, investigadora, política y docente universitaria argentina. Fue elegida como diputada nacional en 2009 y reelecta para el mismo cargo en 2013. Su mandato finalizó el 10 de diciembre de 2017.

## Biografía

### Infancia y juventud
Nació en Rosario, en una familia de clase media-alta. Su padre era médico pediatra y su madre, quien tenía tres hijas de un matrimonio anterior, ama de casa. En su adolescencia, se destacó como nadadora de competición desde los 12 años (fue compañera de un joven Roberto Fontanarrosa) y con la intención de continuar desarrollándose en la disciplina llegó a Buenos Aires a mediados de los años 60.
Como estudiante de la Facultad de Filosofía y Letras (Universidad de Buenos Aires) tomó contacto con la resistencia peronista y definió su vocación intelectual y militante. Inicialmente se anotó en la carrera de Psicología, pero luego se cambió a sociología, carrera en la que se graduó en la Universidad de Buenos Aires en 1965, siendo la graduada número 28 de dicha carrera.

### Décadas de 1970 y 1980
A fines de la década de 1960 comenzó a colaborar con el cineasta Pino Solanas, a quien ayudó a difundir clandestinamente el documental La Hora de los Hornos. Junto con intelectuales como Roberto Carri y Horacio González fue parte de las Cátedras Nacionales en la Facultad de Filosofía y Letras de la UBA, entre 1968 y 1974. En el año 1969 ingresó como Directora del Proyecto de Empadronamiento previo al censo de población de 1970 en el entonces recientemente creado Instituto Nacional de Estadísticas y Censos (INDEC), cargo del cual fue echada por la dictadura en 1976. Militante peronista, fue también secretaria de Cultura de la provincia de Buenos Aires entre 1973 y 1974. 
Cuando se dio el golpe de Estado en 1976, se mudó un tiempo a México, donde trabajó en el Instituto Latinoamericano de Estudios Trasnacionales (ILET)  y fue asesora de Gabriel García Márquez y Juan Somavía, representantes latinoamericanos en el debate de UNESCO sobre el Nuevo Orden Mundial de la Información y las Comunicaciones (NOMIC).

### Décadas de 1990 y 2000
En 1989 obtuvo el doctorado en Ciencias Sociales por la Universidad de Buenos Aires. Fue profesora de la Facultad de Ciencias Sociales de la Universidad de Buenos Aires, investigadora del CONICET y autora de numerosos trabajos sobre política y sociedad latinoamericana. Era colaboradora habitual del diario Página/12.

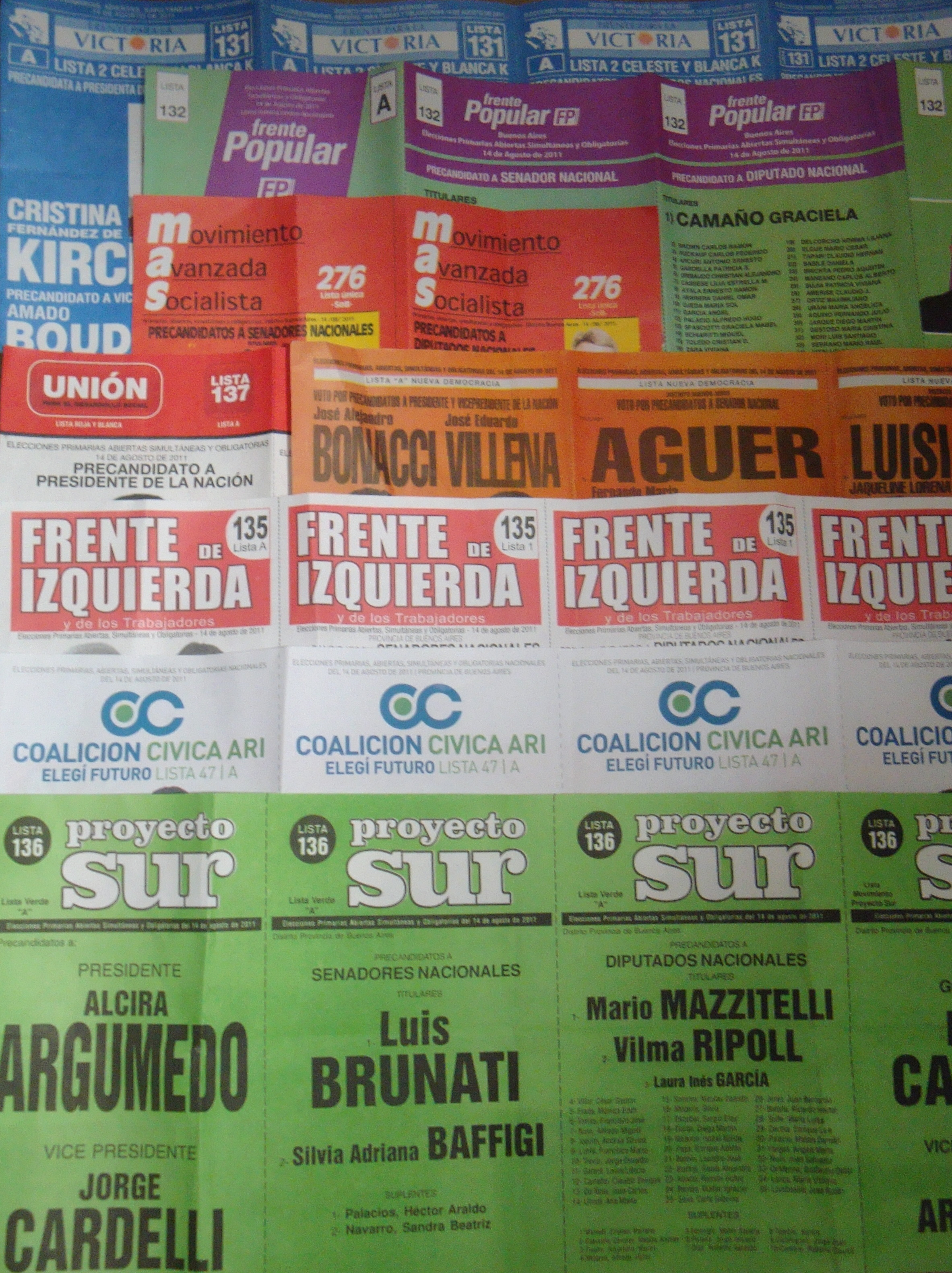
Boletas para las elecciones primarias (2011)

En 1993, participó de la conformación del Frente Grande junto a Pino Solanas, un partido con orientación progresista formado por los miembros del Partido Justicialista que se oponían al gobierno de Carlos Menem. 
Participó como investigadora en los documentales Memoria del saqueo (2004) y La dignidad de los nadies (2005), de Pino Solanas, premiados en festivales internacionales.

### Diputada nacional (2009-2017)
En 2007 participó en la creación de Proyecto Sur, movimiento con el cual obtuvo su banca en la Cámara de Diputados en las elecciones de 2009.
En las elecciones primarias de 2011, fue la precandidata a presidente de Proyecto Sur, pero no alcanzó los votos necesarios (1,5 %) para presentarse en las elecciones generales de octubre. Como parte del frente UNEN, fue reelegida diputada por la ciudad de Buenos Aires en las elecciones de 2013.
Durante sus períodos como legisladora presentó diversos proyectos de ley, entre los que se pueden nombrar: ley de propiedad comunitaria indígena, un proyecto de reparación para las víctimas de Cromañón y un sistema nacional de gestión social del reciclado.

### Actividad posterior (2017 - 2021)

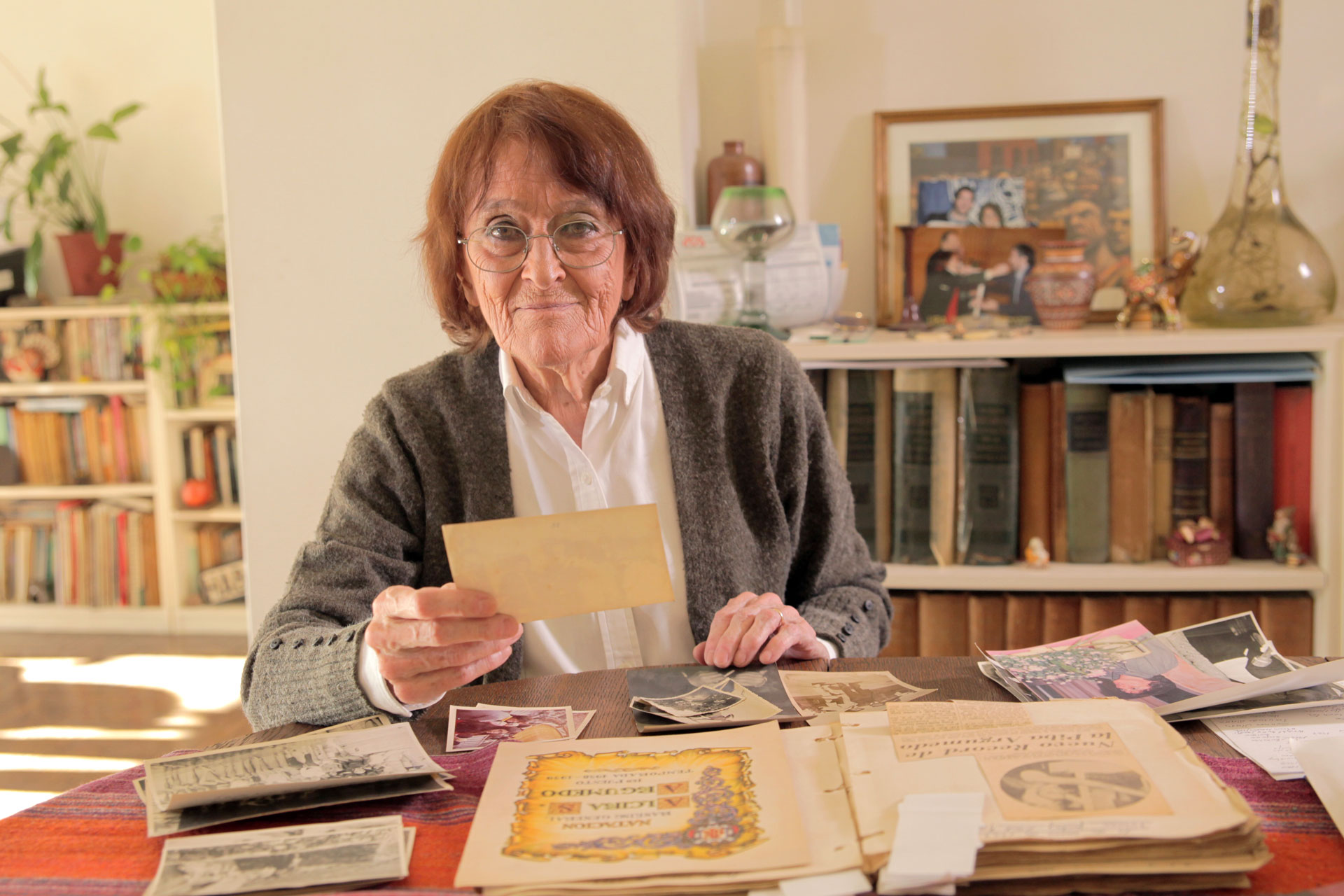
Alcira Argumedo (2019) Ciclo de entrevistas Pioneras. Mujeres de la sociología.

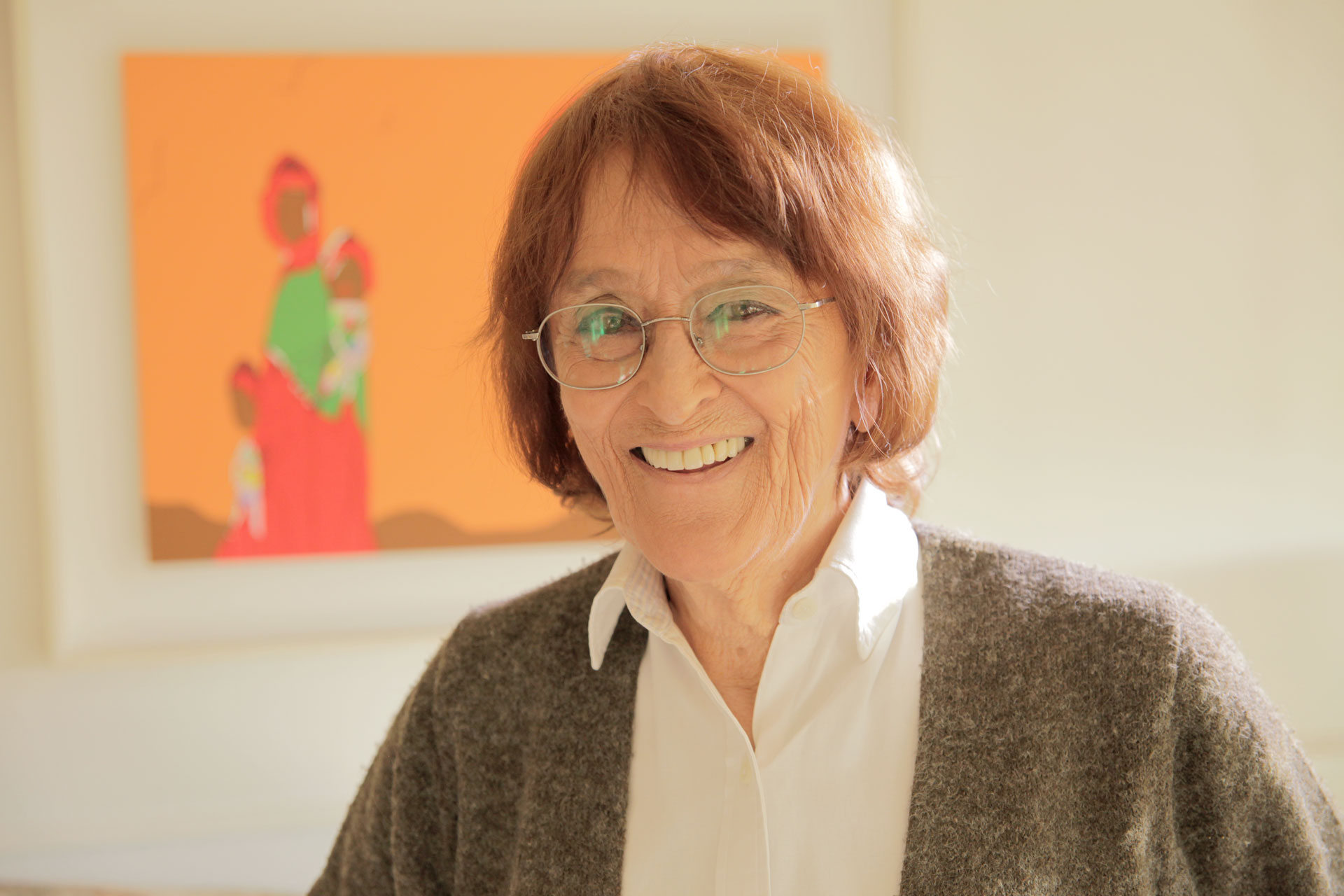
Alcira Argumedo (2019) Ciclo de entrevistas Pioneras. Mujeres de la sociología.

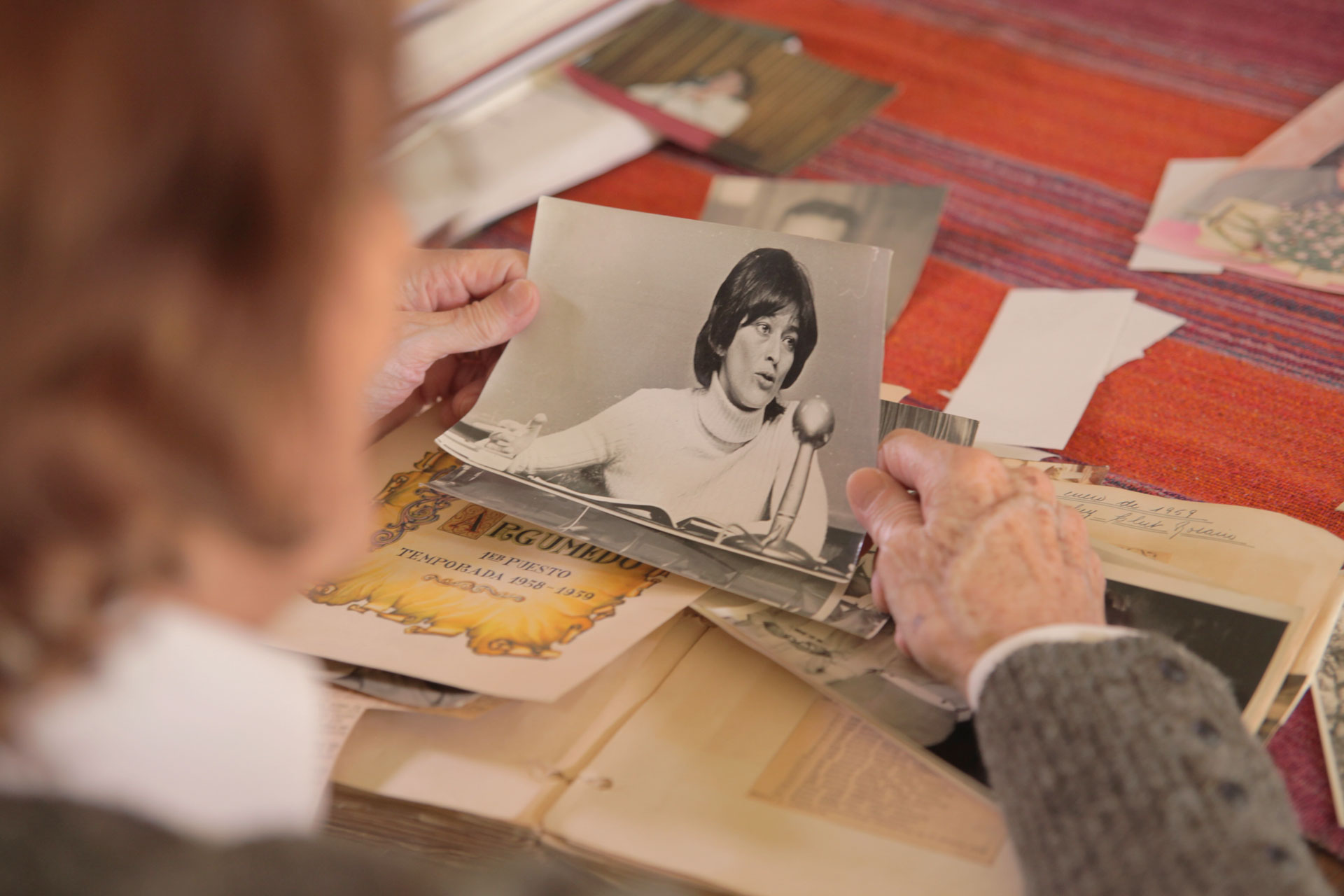
Alcira Argumedo en su casa observando fotos de su juventud en el marco del ciclo de entrevistas Pioneras. Mujeres de la Sociología.

Tras su paso por la labor parlamentaria, se destacó su presencia en los medios y redes sociales como opositora de diversas medidas del gobierno de Mauricio Macri, sobre todo de las económicas. También concluyó que era necesario conformar un frente opositor al macrismo, planteando para las elecciones argentinas del 2019 que si viviera en Buenos Aires votaría a Cristina Fernández de Kirchner. Participó en la conformación de la coalición Frente de Todos, junto a Pino Solanas. Luego pasó a integrar al Consejo Consultivo de las Islas Malvinas de la cancillería argentina presidido por Daniel Filmus en el gobierno de Alberto Fernández.

### Fallecimiento
Falleció el 2 de mayo de 2021 estando internada en coma farmacológico por un cáncer de pulmón cinco días antes de cumplir 81 años. Fue despedida por diversas figuras de la política argentinas y de los derechos humanos, entre las que se encuentran Alberto Fernández, Cristina Fernández de Kirchner, Jorge Taiana, Daniel Filmus, Myriam Bregman, Nicolás del Caño, Christian Castillo y Adolfo Pérez Esquivel. También fue despedida por el expresidente de Bolivia Evo Morales.

## Pensamiento
El pensamiento teórico de Argumedo, expuesto en Los silencios y las voces en América Latina, su principal libro, se nutre del nacionalismo popular y de la teoría crítica latinoamericana. A partir de una categoría que ella elabora, «matriz de pensamiento», Argumedo se opone a las distintas matrices del pensamiento de lo que llama «mundo central» (entre las que incluye al liberalismo económico y político y a la versión del marxismo que juzga "eurocéntrica"), frente a la cual construye, retomando expresiones políticas populares del continente, una matriz latinoamericana. 
En opinión de esta socióloga, dicha matriz contiene como elementos principales, en primer lugar, la consideración del hombre en cuanto «ser social identificado» como punto de partida (dando cuenta, con esta idea, de la trascendencia de las identidades sociales en la sociedad) y, también, el supuesto de la «primacía de lo político» frente a otras esferas de lo social, principalmente la economía. Así, en contra del economicismo, Argumedo considera que todas las «leyes de la economía», así como otras instituciones y realidades sociales, constituyen fetichizaciones de relaciones políticas de poder, y no regularidades inmutables o naturales. Según la socióloga, esta matriz constituye la sistematización de las "otras ideas" latinoamericanas, opuestas, de modo abierto o subyacente, a las matrices de pensamiento y acción "oligárquicas" a lo largo de toda la historia del continente, y expresadas concretamente en la resistencia indígena a la colonización europea, en las luchas del federalismo del siglo XIX, en los nacionalismos populares del siglo XX, etcétera. Entre las principales influencias del pensamiento de Argumedo, además de sus compañeros de las Cátedras Nacionales, pueden mencionarse a Juan José Hernández Arregui, José Carlos Mariátegui, Michel Foucault, Arturo Andrés Roig, Samir Amin y el pensamiento crítico latinoamericano en general.

## Obra
- Monopolios y Tercer Mundo. Buenos Aires: CEAL, Colección Grandes Éxitos, 1975. Escrito en conjunto con Pablo Franco.
- El Tercer Mundo: historia, problemas y perspectivas. Buenos Aires: CEAL, Colección Transformaciones. Enciclopedia de los grandes fenómenos de nuestro tiempo 1971.
- Los laberintos de la crisis (América Latina: poder transnacional y comunicaciones). Buenos Aires: Folios/ILET, 1985.
- Un horizonte sin certezas: América Latina ante la Revolución Científico-Técnica. Buenos Aires: Puntosur/Ilet, 1987.
- Los silencios y las voces en América Latina: notas sobre el pensamiento nacional y popular. Buenos Aires: Colihue, 1993.